# August Wilhelm Beyse
August Wilhelm Beyse (vor 1837 meist Beise, * etwa 1798 in Hermannsthal, Kreis Cammin; † 13. August 1852 in Gasconade, Bundesstaat Missouri in den Vereinigten Staaten) war ein Ingenieuroffizier der Preußischen Armee, Eisenbahningenieur und Revolutionär der Deutschen Revolution 1848/49.

## Leben
August Wilhelm Beyse war 1818 Sekondeleutnant im 18. Infanterie-Regiment der Preußischen Armee mit Garnison in Köln und Jülich, wurde 1819 in die 2. Kompanie der 8. Pionier-Abteilung nach Koblenz versetzt und war dort seit 1822 als Angehöriger der 3. Ingenieur-Brigade an der Errichtung der Festung Koblenz beteiligt.
Die Großküchen der Koblenzer Festungsanlagen erhielten Koch- und Backöfen, deren neuartiges Feuerungssystem zuvor unter der Leitung des württembergischen Hauptmanns von Bruckmann in einigen Darmstädter Kasernen eingebaut worden war. Beyse verbesserte die Verbrennungstechnik dieser Öfen und konnte damit den Holzverbrauch entscheidend verringern, was in Fachkreisen allerdings zunächst nicht anerkannt wurde, weshalb Beyse sich in der Veröffentlichung Abhandlung über Oefen zum Erhitzen der Flüssigkeiten [...] rechtfertigte. 1828 erfolgte seine Versetzung in die Bundesfestung Luxemburg, wo in mehreren Forts unter seiner Leitung ebenfalls neue Kochöfen eingebaut wurden. 1830 zum Premierleutnant befördert, kehrte er 1834 an den Festungsbauhof nach Koblenz zurück. Nach seiner Kommandierung in die Festung Minden, bat Beyse 1837 um seinen Abschied, der ihm mit Aussicht auf Zivilversorgung und dem Anspruch auf Pension gewährt wurde.
Noch im selben Jahr erhielt er eine Anstellung als Oberingenieur bei der Rhein-Weser-Eisenbahn und wurde 1838 Sektionsingenieur bei der Rheinischen Eisenbahn-Gesellschaft. Vor allem wegen seiner fehlerhaften Fundamentsberechnungen für ein Eisenbahnviadukt wurde er jedoch bereits 1839 vom Dienst suspendiert. Beyse unternahm anschließend mehrere Studienreisen nach Belgien, Frankreich sowie England und veröffentlichte darüber die zweiteilige Abhandlung  Beiträge zum practischen Eisenbahnbau.  1842/43 war er als Eisenbahningenieur in Sachsen sowie Württemberg tätig und wanderte dann 1844  mit seiner Familie ins ungarische Pest aus, um die Stelle als Oberingenieur und Baudirektor der Ungarischen Central-Eisenbahn zu übernehmen. Wegen Geldverschwendung und mangelhafter Bauaufsicht erhielt er auch dort zum 2. November 1845 seine Suspendierung.
Beyse verzog nach Breslau in Schlesien und führte dort die Berufsbezeichnung „Baumeister“. Seit April 1848 beteiligte er sich in führender Position an den Breslauer Aufständen als ein Bestandteil des revolutionären Geschehens, das sich zwischen März 1848 und Juli 1849 im Deutschen Bund ereignete. Er forderte die Breslauer Bevölkerung auf, unter seinem Befehl eine Pionierkompanie für den Bau von Straßenbarrikaden zu bilden, gründete den Allgemeinen Breslauer Landwehrverein mit 2.000 Mitgliedern (nach ihrem Abzeichen auch als Rothkreuze bezeichnet) und war schließlich im November 1848 der Führer der Artillerie- und Pionierabteilung der Breslauer Bürgerwehr. Nach der Niederschlagung des Aufstandes floh Beyse nach Baden und von dort weiter ins französische Strasbourg, von wo aus er am 29. November 1848 einen Offenen Brief an das hohe Generalkommando in Schlesien veröffentlichte. Am 26. März 1852 erließ das Breslauer Stadtgericht einen Steckbrief gegen Beyse wegen der Teilnahme am Aufruhr. Am 1. November 1852 verurteilte ihn das Breslauer Schwurgericht in Abwesenheit zu vier Jahren Gefängnis.
Beyse war zwischenzeitlich von Frankreich in die Vereinigten Staaten geflohen. Am 18. Juli 1852 erwarb er zwei Grundstücke in Gasconade im Bundesstaat Missouri  und verstarb dort am 13. August 1852.

## Familie
August Wilhelm Beyse war ein Sohn des Bauers Johann Beyse († 7. Dezember 1833) aus Hermansthal in Pommern, war in erster Ehe (14. August 1820 in Koblenz) mit Helene Heil, in zweiter Ehe (16. November 1837 in Minden) mit Luise Straub verheiratet und hinterließ fünf erwachsene Kinder. Von den beiden Söhnen hatte ihn Oskar (* 2. August 1829 in Luxemburg) in die Vereinigten Staaten begleitet, nahm am amerikanischen Bürgerkrieg teil und verstarb 1876 ohne Nachkommen in San Francisco. Sein zweiter Sohn Ignaz (* 10. Januar 1822 in Koblenz) war im ungarischen Pest verblieben, arbeitete zunächst als Lehrer und wurde dann ein bekannter Schriftsteller für landwirtschaftliche Themen mit Schwerpunkt Weinveredelung und verstarb 1872 ebenfalls ohne Nachkommen in Pest.

## Werke (Auswahl)
- Abhandlung über Oefen zum Erheitzen der Flüssigkeiten, zur Dampf-Erzeugung und zum Eindampfen Oder: Wirklich holzersparende Feueranlagen nach den Versuchen construirt nebst den officiellen Versuchen, welche über diesen Gegenstand in Coblenz und Ehrenbreitstein bei der Fortifikation angestellt wurden und einer Vergleichung des Werthes verschiedener Brennholzarten. Koblenz 1827 (eingeschränkte Vorschau in der Google-Buchsuche).
- Neue Methode, die Backöfen, sowohl zum Ausbacken gesunden Brodtes, als Brennstoff ersparrend, anzulegen, mit besonderer Rücksicht auf den Gebrauch für Bäcker-Meister und Maurer-Meister. Koblenz 1832 (digitalniknihovna.cz).
- Die neuen Küchen in den Militairgebäuden zu Luxemburg, welche mit größerem Vortheile benutzt werden, als die abgeschafften Dampfküchen [Teil1-2]. In: Journal für die Baukunst. Band 8. Berlin 1835, S. 201–236, 331–337 (uni-heidelberg.de).
- Die neuen Kochöfen in den Garnison-Lazarethen zu Coblenz, Luxemburg und Mainz. In: Journal für die Baukunst. Band 9. Berlin 1836, S. 299–320 (uni-heidelberg.de).
- Versuche über die Widerstandsfähigkeit der bekanntesten und nützlichsten Bausteine, welche das Rheinische Schiefergebirge und das daran grenzende Flötzgebirge an der Mosel und in den Ardennen liefern, angestellt im Festungs-Bauhofe zu Coblenz [Teil 1-3]. In: Journal für die Baukunst. Band 9. Berlin 1836, S. 89–100, 288–298, 321–346 (uni-heidelberg.de).
- Versuche über die Widerstandsfähigkeit der bekanntesten und nützlichsten Bausteine, welche das Rheinische Schiefergebirge und das daran grenzende Flötzgebirge an der Mosel und in den Ardennen liefern, angestellt im Festungs-Bauhofe zu Coblenz [Teil 4-5]. In: Journal für die Baukunst. Band 10. Berlin 1836, S. 11–26, 302–314 (uni-heidelberg.de).
- Versuche über die Widerstandsfähigkeit der bekanntesten und nützlichsten Bausteine, welche das Rheinische Schiefergebirge und das daran grenzende Flötzgebirge an der Mosel und in den Ardennen liefern, angestellt im Festungs-Bauhofe zu Coblenz [Teil 6]. In: Journal für die Baukunst. Band 11. Berlin 1837, S. 102–104 (uni-heidelberg.de).
- Beiträge zum practischen Eisenbahnbau. Teil 1. Nebst einer Methode, hohe Dämme und tiefe Einschnitte zu erbauen, so wie Erfahrungen bei engl., amerikanischen, belg. u. deutschen Eisenbahnen. Karlsruhe 1840 (slub-dresden.de).
- Beiträge zum practischen Eisenbahnbau. Teil 2. Tunnelarbeiten in England, Frankreich, Belgien und Deutschland, nebst einigen Bemerkungen über Schienen, Schienenstühle, Querschwellen, Würfel. Karlsruhe 1841 (slub-dresden.de).
- Beiträge zum practischen Eisenbahnbau. Teil 3. Karlsruhe, 1844 Digitalisat
- Beschreibung des Eisenbahnbaues auf Pfählen nach dem Schnellbausystem in America, dessen Bauzeit und Kosten im Vergleich mit der bis jetzt in Europa befolgten Bauweise sehr geringe sind, nebst Bemerkungen über Eisenbahnen in Europa, verglichen mit jenen in America. Karlsruhe 1842, urn:nbn:de:hbz:061:1-543195.
- Gutachten über die Anlegung des Bahnhofes zu Bonn, für die Bonn-Kölner Eisenbahn, nebst detaillirter Beleuchtung des Gutachtens vom Kreis-Baumeister Märtens zu Braunschweig über dieselbe Anlage; auf Veranlassung der Einwohner von Bonn. Bonn 1842, urn:nbn:de:hbz:061:1-22019.